# Achille Canna
Achille Canna (Gradisca d'Isonzo, 24 luglio 1932) è un ex cestista italiano.

## Carriera
Nel febbraio del 2016 viene inserito dalla Federazione Italiana Pallacanestro nella Italia Basket Hall of Fame.

## Palmarès
- Campionato italiano: 2

Virtus Bologna: 1954-55, 1955-56